# Santo Domingo (Trolebús de Quito)

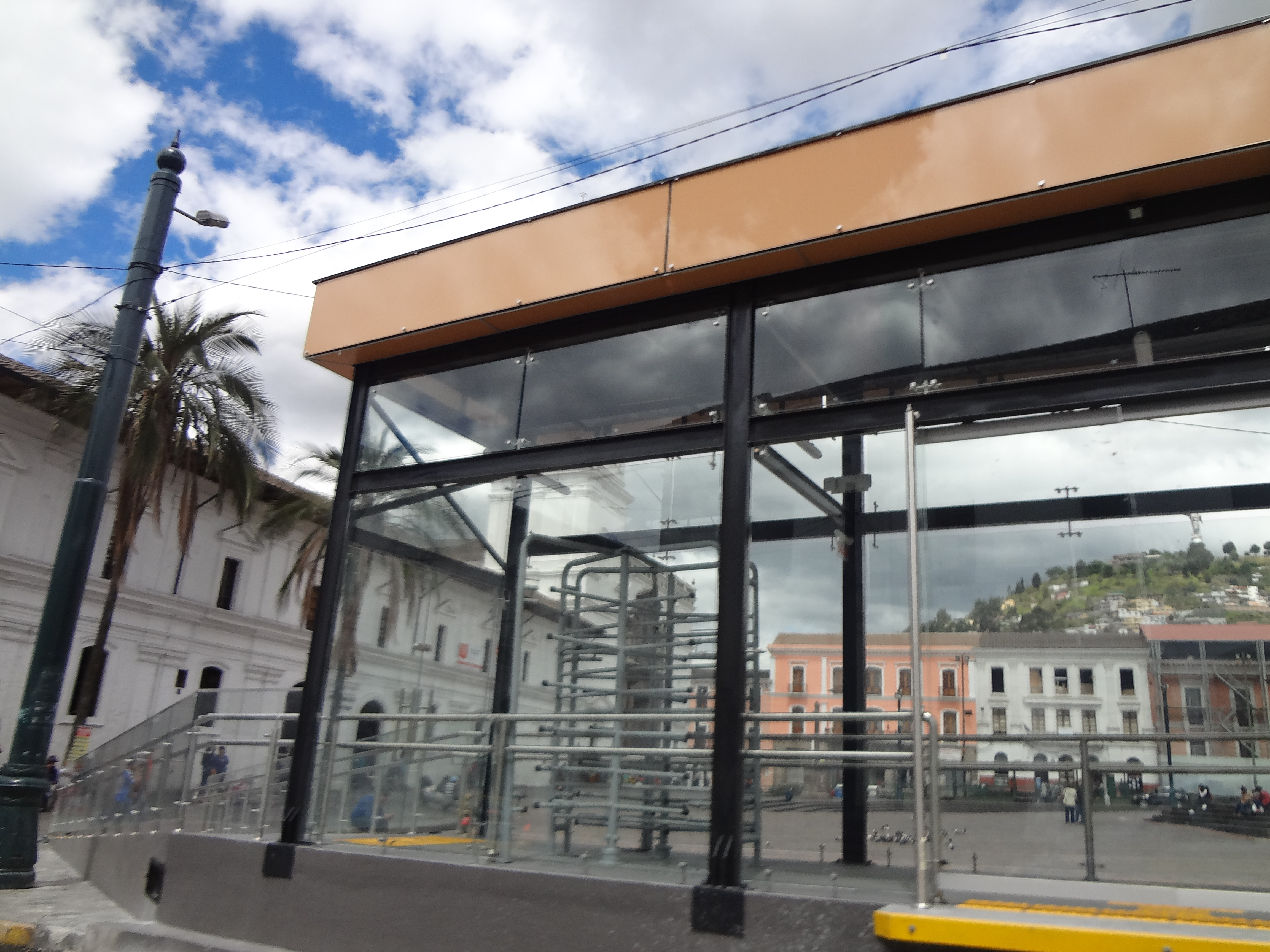
Parada Santo Domingo.

Santo Domingo es la vigésimo primera parada del Corredor Trolebús, en el centro de la ciudad de Quito. Su andén principal se encuentra ubicado sobre la calle Guayaquil, intersección con Rocafuerte, en la parroquia Centro histórico; aunque el andén para el sentido sur-norte se encuentra al otro lado de la plaza, en la intersección con Bolívar. Fue construida durante la administración del alcalde Jamil Mahuad Witt, quien la inauguró en el 17 de diciembre de 1995 dentro del marco de la primera etapa operativa del sistema, que funcionaba entre las paradas El Recreo y Teatro Sucre.
Toma su nombre de la histórica iglesia de Santo Domingo, a cuyos pies se encuentran los andenes. La parada sirve al sector circundante, considerado patrimonio de la humanidad, y quizá por ello constituye una de las más importantes del sistema. A sus alrededores se levantan, además de la mencionada iglesia, la calle turística de La Ronda, el corazón bohemio de la ciudad a finales del siglo XIX y comienzos del XX, mansiones coloniales como la de Gabriel García Moreno, museos como la Casa de Sucre, galerías de arte, hoteles y locales comerciales. Esta parada tenía un antiguo diseño, similar a la de las actuales paradas normales, con su diseño en forma de arcos, y su ubicación era distinta, a la actual, esto fue cambiado debido a que estas estructuras no tenían el toque colonial característico del centro y además tapaba la vista de la plaza, por ello la parada sur-norte fue movida al extremo norte de la plaza, con un diseño acorde al centro histórico mientras que la parada norte-sur si mantuvo su posición, este diseño se comparte con otras paradas como Plaza Grande y Hermano Miguel que fueron removidas y obtuvieron este diseño, por la misma causa que Santo Domingo esta parada, es una de las más importantes, por su confluencia de pasajeros, a toda hora.
Su icono son las cúpulas de la pequeña iglesia que está junto a la iglesia de Santo Domingo que si entra por su arco, se llega a la tradicional "Cuchara".